# Маллен, Брендан
Брендан Маллен (9 октября, 1949 — 12 октября, 2009) — владелец ночного клуба, музыкальный промоутер и писатель британо-американского происхождения, более известный как основатель панк-рок клуба The Masque в Лос-Анджелесе. Работая в разных ночных клубах Калифорнии, дал жизнь и поддержку таким группам как Red Hot Chili Peppers, The Go-Go's, X, The Weirdos и The Germs.

## Ранние годы
Маллен родился в Пейсли, Шотландия, и переехал в Манчестер, Англия в возрасте 8 лет. С ранних лет занимался тем, что писал статьи для различных Британских музыкальных журналов. Также работал журналистом в местной газете Barnet Press в Барнет (боро Лондона) с 1972 по 1973.

## Переезд в США
В 1973, Маллен переехал в США, где решил обосноваться навсегда.

## The Masque
В 1977, Маллен основал The Masque, маленький панк-рок клуб в центре Голливуда, Калифорния, который с перерывами просуществовал с 1977 по 1979. Изначально Маллен всего лишь хотел открыть место, где он мог бы практиковаться в музыке. Но владелец здания, у которого Маллен арендовал помещение, предложил ему 930 квадратных метров подвального помещения за 850$ в месяц, тем самым позволив ему создать репетиционное пространство для множества групп зарождающегося панк-рок сообщества.
Однако представители городской власти отказались выдать лицензию, необходимую для легальной работы заведения и закрыли клуб в 1978. Уполномоченный пожарной охраны в судебном порядке прекратил договор аренды помещения. И многие группы пришли Маллену на помощь: они устроили две ночи благотворительных концертов, вырученные средства от которых пошли на погашение судебных издержек. Оба концерта окончились беспорядками.

## Club Lingerie и другие
После закрытия The Masque, Маллен порядка 10 лет работал организатором концертов для другого популярного клуба Лос-Анджелеса под названием Club Lingerie. Club Lingerie был больше всего известен разношёрстностью устраиваемых в нём концертов, музыкальная направленность которых варьировалась от панк-рока и поп-музыки до джаза и блюза, а также за первые на всем Западном побережье хип-хоп концерты нескольких нью-йоркских коллективов.
В 1983 году состоялась первая встреча Маллена с Энтони Кидисом и Фли, которые пришли в клуб со своей свежей демозаписью и попросили Маллена её послушать. Они включили запись на принесённом с собой бумбоксе и стали танцевать вокруг него как маньяки. Музыка произвела сильное впечатление на Маллена, как и сами Red Hot Chili Peppers. В результате, он предложил группе выступить на разогреве приближающегося концерта группы Bad Brains. Как итог, Кидис и Фли стали хорошими друзьями Маллена и оставались ими до самой его смерти. Группа ставит в заслугу Маллену то, что он стал первым, кто поддержал коллектив и дал им хороший старт.
Маллен также устроил большое количество мероприятий в «Variety Arts Center», Downtown Los Angeles во второй половине 1980-х. Позже Маллен работал и с другими клубами в округе, например, с The Viper Room и Luna Park.

## Смерть
12 октября 2009 года веб-сайт Media Bistro сообщил о том, что Маллен перенёс тяжёлый инсульт и был доставлен в одну из больниц Лос-Анджелеса. Немного спустя газета Los Angeles Times подтвердила факт его смерти в больнице Ventura County Medical Center. На момент случившегося Маллен праздновал своё шестидесятилетие, путешествуя по Санта-Барбаре, Калифорния, вместе с Кэйтери Батлер, которая была его компаньоном в течение 16 лет.
Врачи констатировали, что его уровень холестерина был в порядке, и не было никаких симптомов возможного инсульта. Один из невропатологов, лечивших его, прокомментировал смерть Маллена так: «Иногда просто приходит твой черёд».
В дань памяти басист Red Hot Chili Peppers Фли посвятил Маллену двухстраничную статью в газете Los Angeles Times.
На момент своей смерти Маллен только начал работать над получением гражданства США. Одним из последних проектов Маллена, который он так и не успел закончить, была помощь Red Hot Chili Peppers в написании автобиографии группы An Oral/Visual History by the Red Hot Chili Peppers в качестве соавтора. Книга была опубликована 19 октября 2010 года, чуть более года спустя после смерти Маллена.

## В популярной культуре
Группа Red Hot Chili Peppers записали песню, вошедшую в альбом 2011 года I’m With You, как дань памяти Брендану Маллену. По словам Энтони Кидиса, о смерти друга ему сообщили на первый день репетиции нового альбома. Он пришёл на репетицию и рассказал о случившемся группе. Не произнеся ни слова, ошеломлённые произошедшим участники группы начали джемить, и то, что получилось, стало основой песни. Кидис заявил, что в песне ощущаются ноты траурного марша, но, по существу, «песня в большей степени торжественная, чем вызывающая досаду».
7 марта 2012 года группа анонсировала, что песня «Brendan's Death Song» будет выпущена в качестве пятого сингла их нового альбома, а видеоклип песни будет записан в Новом Орлеане. В основу концепции клипа легла традиция Похоронного джаза.
Также песня изредка звучала в рамках их мирового тура I'm with You World Tour.

## Фильмография
- The Decline of Western Civilization (1981) самого себя
- X: The Unheard Music (1986) самого себя
- We Jam Econo (2005) самого себя
- Punk’s Not Dead (2007) самого себя
- Who Is Billy Bones? (2015) самого себя (архивные киноматериалы)